# Österfjärden
För andra betydelser, se Österfjärden (olika betydelser).

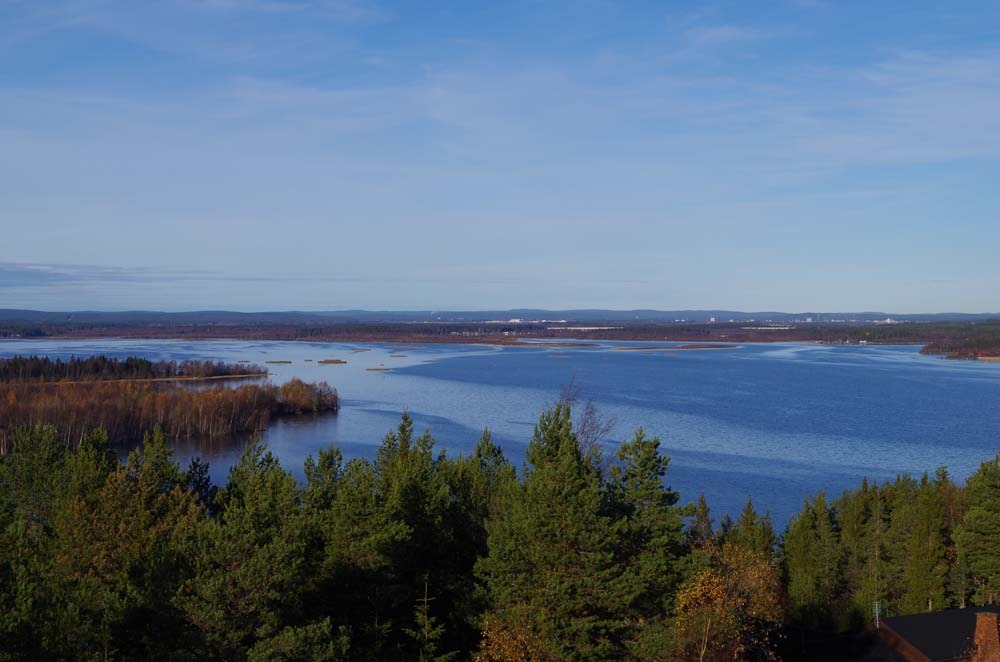
Österfjärden sedd från utsiktstornet på Omberget i Holmsund.

Österfjärden är en fjärd i Bottniska viken, och den ena av Umeälvens mynningsarmar (den andra är Västerfjärden).
Öster om fjärden finns Holmsund, väster om den Obbolaön. Fjärden korsas av Holmsundsbron och Obbolabron.